# Onbalansmarkt
De onbalansmarkt is de markt waarop per kwartier de prijs wordt bepaald van elektrische energie en afgerekend wordt, als er niet is ingekocht door energieleveranciers op de langetermijnmarkt ICE ENDEX of op de kortetermijnmarkt EPEXSPOT of Intraday. Bij tekorten stijgt de prijs van elektrische energie. Als er plots veel energie wordt gebruikt door een groot verbruiker ontstaat er een tekort, of als er even geen wind is valt de stroomlevering door windmolens uit.
De prijs van elektrische energie op deze markt gaat omlaag als er onverwacht weinig stroomafname is of dat het aanbod plots hoger is. Voorbeeld: de zon gaat plots schijnen, waardoor zonnepanelen (veel) stroom gaan leveren.

## Nederland
De onbalansmarkt is een onderdeel van de Nederlandse elektriciteitsmarkt. Tennet, de landelijke netbeheerder, bewaakt de balans op het energienet door middel van gecontracteerd regelvermogen.